# Diterpè
Els diterpens són una categoria de terpens amb fórmula C20H32. Els diterpens, com la resta de terpens, són hidrocarburs. Els compostos químics derivats dels diterpens s'anomenen diterpenoides, i inclouen grups funcionals com alcohols o cetones, fet que fa que tinguin fórmules químiques lleugerament diferents. De totes formes, la paraula diterpè acostuma a fer referència tant als diterpens com als diterpenoides. Els diterpens poden ser classificats com a linears, bicíclics, tricíclics, tetracíclics, pentacíclics o macrocíclics. Aquests compostos es formen a partir de la ruta metabòlica del mevalonat, a partir de la interacció entre el substrat geranilgeranil pirofosfat i les sintases terpèniques. Els diterpens, dels quals se n'han descrit més de 1000, s'han descobert majoritàriament en plantes, tot i que els insectes i els mamífers també poden produir-los. A diferència dels monoterpens i els sesquiterpens, els diterpens tenen un pes molecular massa elevat per volatilitzar-se a temperatura ambient.
Tot i que el seu rol és encara poc conegut, s'han descrit un ampli ventall de funcions biològiques, en especial de defensa, tals com activitat antibacteriana i antifúngica, o de protecció contra paràsits i herbívors, entre d'altres. Els diterpens són una part destacada de la resina de les coníferes (formada també per monoterpens i sesquiterpens), i es considera que la seva funció és la d'endurir la resina per tal que segelli les ferides o forats en aquests arbres.
Els diterpens han despertat interès en medicina en els darrers temps. Tot i haver-hi una gran varietat de diterpens, només alguns han mostrat ser clínícament efectius fins ara. El diterpè paclitaxel (també conegut pel seu nom comercial taxol), extret de l'escorça del teix, és un dels compostos més usats contra el càncer d'ovari, mama i pulmó. Altres diterpens interessants inclouen el grup dels anomenats gingkòlids (extrets de les fulles, arrels i escorça del gingko) o la resiniferatoxina (extret del làtex d'Euphorbia resinifera). Actualment s'investiguen les propietats antitumorals de molts altres diterpens.